# Ectopsocus titschacki
Ectopsocus titschacki är en insektsart som beskrevs av Jentsch 1939. Ectopsocus titschacki ingår i släktet Ectopsocus och familjen rektangelstövsländor. Inga underarter finns listade i Catalogue of Life.